# Де Ларедо, Бернардино
Бернардино де Ларедо (исп. Bernardino de Laredo; 1482—1540) — врач и францисканский писатель-мистик.

## Биография
Знатного происхождения, Бернардино вырос в Севилье и стал пажом изгнанного португальского дворянина, герцога Альваро Португальского. В возрасте 13 лет он оставил службу и занялся учебой. Изучал медицину, возможно, окончил Севильский университет и начал врачебную практику около 1507 года. Однако в 1510 году его близкий друг вступил в орден францисканцев в качестве брата-мирянина, и он сделал то же самое. Он оставался братом-мирянином в ордене францисканцев в течение следующих 30 лет, большую часть времени проживая в братстве Сан-Франциско дель Монте, недалеко от Вильяверде-дель-Рио, в 18 милях к северо-востоку от Севильи. Выполнял обязанности аптекаря в братстве, а позже и по всей провинции. Должно быть был широко известен как врач, поскольку известно, что он неоднократно посещал короля Жуна III и его супругу, королеву Екатерину, сестру императора Карла V. Умер в монастыре Сан-Франсиско-дель-Монте (Вильяверде-дель-Рио) в 1540 году и был похоронен там же, но в 1771 году, после закрытия монастыря, его останки были перенесены в монастырь в Кантильяне. В 1955 году останки были перенесены в приходскую церковь в Кантильяне.

## Работы
До наших дней дошли три работы де Ларедо. Два медицинских труда на кастильском языке, но с латинскими заголовками: Metaphora medicinae (Севилья, 1522) и Modus faciendi cum ordine medicandi (Севилья, 1527).
Наиболее известен его духовный трактат «Восхождение на гору Сион» (Subida del Monte Sión). Написан вскоре после второго трактата по медицине, закончен в 1529 году, но опубликован в Севилье только в 1535 году. Трактат состоит из трёх книг. В 1538 году появилось второе издание, в котором первые две книги были оставлены без изменений, но третья книга была сильно изменена. Именно второе издание приобрело известность, так как оно было переиздано в Медина-дель-Кампо в 1542 году, в Валенсии в 1590 году и в Алькала-де-Энарес в 1617 году. В каждом из этих изданий в качестве приложения была напечатана опускула де Ларедо «Жозефина» на тридцати шести страницах.
В первой книге «Восхождения» речь идёт о самопознании и о том, как очистить чувства. Вторая книга посвящена тайнам жизни Христа и Марии. Третья книга, единственная часть, переведенная на английский язык, посвящена созерцательной жизни. Основная концепция этой книги — спокойное созерцание, для достижения истинного единения с Богом. Двенадцать писем, написанных Ларедо, также сохранились, хотя только в оригинальных испанских изданиях шестнадцатого века.
В издании 1535 года единственным важным источником является Ричард Сен-Викторский, поскольку де Ларедо, очевидно, читал его труды «Benjamin major» и «Benjamin minor». Ларедо жил недалеко от своего современника Франсиско де Осуны, и некоторые его переводы отрывков, к примеру, Августина, Жана Жерсона и псевдо-Киприана (Арнольд Бонневальский), почти идентичны; однако де Ларедо никогда прямо не упоминает Осуну.
Второе издание 1538 года показывает гораздо большее влияние некоторых авторов, чем де Ларедо демонстрировал ранее — в частности, Псевдо-Дионисия, Герпа (или Арфиуса, францисканца XV века из Малинеса) и Хью из Бальмы. Эллисон Пирс утверждает, что Хью из Бальма, хотя и цитируется всего шесть раз в издании 1538 года, в значительной степени повлиял на смещение акцента де Ларедо с интеллектуального на аффективное в умственной молитве, что заставило его сократить количество цитат из Ричарда Сен-Викторского, чей интеллектуальный подход теперь кажется несовершенным. Десять цитат из Дионисия, утверждает Пирс, почти наверняка взяты из «Солнца созерцателей» Бальма.
Тереза Авильская считает, что чтение «Восхождения» помогло ей справиться с недоумением, вызванным, с одной стороны, неспособностью медитировать, а с другой — сверхъестественными переживаниями, которые она испытывала. Де Ларедо также, вероятно, повлиял на мистиков Хуана де лос Анхелеса, Томаса де Хесуса и Иоанна Креста.